# Sindicato Único de Trabajadores de la Industria de los Materiales de Construcción
El Sindicato Único de Trabajadores de la Industria de los Materiales de Construcción, SUTIMAC,  es un sindicato colombiano que agremia a los trabajadores de la industria cerámica y cementera. Es filial de la Central Unitaria de Trabajadores de Colombia. Fue fundado el 18 de abril de 1972. Su sede nacional se ubica en Bogotá, Cundinamarca, y posee subdirectivas en varias regiones del país. Henry Cuenca, asesinado concejal de la Unión Patriótica en Yumbo, fue directivo de SUTIMAC.